# Eulalia pruinosa
Eulalia pruinosa là một loài thực vật có hoa trong họ Hòa thảo. Loài này được B.S.Sun & M.Y.Wang mô tả khoa học đầu tiên năm 1999.